# Ялжабет
Ялжабет (хорв. Jalžabet) — населений пункт і громада в Вараждинській жупанії Хорватії.

## Населення
Населення громади за даними перепису 2011 року становило 3 615 осіб. Населення самого поселення становило 1 066 осіб.
Динаміка чисельності населення громади:
Динаміка чисельності населення центру громади:

## Населені пункти
Крім поселення Ялжабет, до громади також входять: 
- Імбріовець-Ялжабетський
- Якоповець
- Каштеланець
- Келемен
- Лештаковець
- Новаковець
- Пиховець

## Клімат
Середня річна температура становить 10,39 °C, середня максимальна – 24,82 °C, а середня мінімальна – -6,08 °C. Середня річна кількість опадів – 825 мм.
| Клімат поселення                              | Клімат поселення | Клімат поселення | Клімат поселення | Клімат поселення | Клімат поселення | Клімат поселення | Клімат поселення | Клімат поселення | Клімат поселення | Клімат поселення | Клімат поселення | Клімат поселення | Клімат поселення |
| Показник                                      | Січ.             | Лют.             | Бер.             | Квіт.            | Трав.            | Черв.            | Лип.             | Серп.            | Вер.             | Жовт.            | Лист.            | Груд.            |                  |
| Середній максимум, °C                         | 5,58             | 7,43             | 11,96            | 16,42            | 21,95            | 24,82            | 23,74            | 23,16            | 19,17            | 14,26            | 8,58             | 4,78             |                  |
| Середня температура, °C                       | −0,24            | 1,59             | 6,13             | 10,59            | 16,13            | 18,98            | 20,06            | 19,47            | 15,48            | 10,58            | 4,88             | 1,08             |                  |
| Середній мінімум, °C                          | −6,08            | −4,24            | 0,30             | 4,77             | 10,29            | 13,15            | 16,36            | 15,76            | 11,80            | 6,91             | 1,18             | −2,62            |                  |
| Норма опадів, мм                              | 41               | 43               | 52               | 65               | 72               | 94               | 85               | 86               | 80               | 76               | 75               | 56               |                  |
| Середньомісячна швидкість вітру, м/с          | 2.04             | 2.30             | 2.64             | 2.60             | 2.41             | 2.20             | 2.10             | 1.90             | 1.90             | 1.98             | 2.10             | 2.10             |                  |
| Середньомісячна сонячна радіація, кДж/м²·день | 4039             | 6750             | 10559            | 14919            | 19010            | 20961            | 21464            | 18822            | 13947            | 8638             | 4523             | 3281             |                  |
| --------------------------------------------- | ---------------- | ---------------- | ---------------- | ---------------- | ---------------- | ---------------- | ---------------- | ---------------- | ---------------- | ---------------- | ---------------- | ---------------- | ---------------- |
| Джерело:                                      |                  |                  |                  |                  |                  |                  |                  |                  |                  |                  |                  |                  |                  |